# Вруточко четворојеванђеље
Вруточко четворојеванђеље је рукописна књига из краја XIII века.
Овај рукопис чуван је до XVIII века у манастиру Свете Тројице у Пљевљима. Касније је пренесено у манастир Светога Архангел Михала на Превлаци. 
Од XIX века чува се у породици Поповић у селу Вруток, Гостивар, где га је 1937. године пронашао Радослав Грујић. Од тада се чува у Народној библиотеци у Скопљу. 
Исписан она пергаменту, уставном ћирилицом, величине 17,5 X 11,8 цм. Нису сачуване све странице, тако да није познат укупан број страница. На 6 листу спомиње се преподобни Ратка, вероватно Ратка крстјанина за кога је четворојеванђеље преписано. Сачувана је заставица изнад глава јеванђеља по Јовану. Правоугаоног је облика и украшена је са три осмокраке звезде уоквирене двоструким прстеновима. 